# やさしさに包まれたなら
「やさしさに包まれたなら」（やさしさにつつまれたなら）は、荒井由実（現：松任谷由実）の3枚目のシングル。規格品番：ETP-20006。
1974年4月20日に東芝EMIからリリースされた。2枚目のオリジナルアルバム『MISSLIM』にはアルバム・バージョンが収録され、シングル・バージョンは1976年発売のベストアルバム『YUMING BRAND』に収録された。
1989年12月21日にアルファレコード（現：ソニー・ミュージックダイレクト）よりCDシングルとして再リリースされた。

## 解説
- 元々は不二家ソフトエクレアのCMのタイアップ曲として作成され、その後新曲としてリリースする際に歌詞の一部を変更して作成したことを2023年12月2日にテレビ朝日系で放送された『ザ・ニンチドショー』で松任谷自ら番組に宛てたメールで明かした。また松任谷は「原曲の最後の『すべてのことは君のもの』という部分をリリース曲として作成する際に『すべてのことはメッセージ』と書き換えたことについても事実です」と歌詞を変更したこともメールで返答。さらに曲タイトルについてもソフトエクレアがキャラメルクリームで包まれている商品であることから付けられたものであるということも明かした[2]。この制作秘話は奇しくも同番組での放送直前にも同日に生放送されていた日本テレビ制作の『ベストアーティスト』でも取り上げられ、こちらは松任谷自らVTR出演して語った。
- シングルとアルバムで編曲が異なる。シングル・バージョンはアコースティックピアノを中心としたオケで演奏テンポがややゆっくりであるのに対し、アルバム・バージョンは4フレットカポのアコースティック・ギターのカッティングとやはりアコースティック・ギターによるスリーフィンガーのアルペジオを核に、駒沢裕城のペダル・スティール・ギターをフィーチャーしたカントリーテイストのテンポを速くした編曲で演奏されている。
- 2000年に日本テレビ系『FUN』、2003年にフジテレビ系『ミュージックフェア』、2004年日本テレビ系『あの日にかえりたい。〜東京キャンティ物語〜』で唄われた。
- 「魔法の鏡」もシングルとアルバムで編曲が異なり、アルバム・バージョンはマンドリンがフィーチャーされている。歌詞も一部異なり、シングル・バージョンでは「街のどこか」、アルバム・バージョンは「夜空の下」となっている。また、シングル・バージョンはト長調であり、アルバム・バージョンは変イ長調である。
- オリジナル7インチシングル盤歌詞カードには、ユーミン手書きの詞と共にメロディー譜が印刷されている。このメロディー譜も手書きであるが、ヘ長調で記譜されている（本来は嬰ヘ長調もしくは変ト長調）[3]。
- アルバム・バージョンは映画『魔女の宅急便』（1989年）エンディングテーマソングになった。その後シングルCD（内容はシングル・バージョン）歌詞部分に「この曲は1989年夏公開の映画“魔女の宅急便”に挿入歌として使われ再び脚光を浴びています」と明記され、販売された[4]。
- 1992年9月21日発売の「YUMING COLLECTION」（規格品番：ALCA-375〜377）にて、「やさしさに包まれたなら」と「魔法の鏡」の双方ともシングル・バージョンでのオリジナル・カラオケが収録、発売された。「やさしさに包まれたなら」はエンディングのフェード・アウトが唄入りのものより若干長い。また「魔法の鏡」はジャケットにて「魔法の鐘」と誤植されている[5]。
- 2003年12月17日発売の『Yuming Compositions: FACES』には「Yumi Matsutoya with Yumi Arai」名義で、アレンジを一新し、シングル・バージョンの歌声と新たに録音した歌声を組み合わせデュエットしたリメイク・バージョンが収録、発売された。
- 2020年7月にスタートした、NHKウィズコロナ・プロジェクト『みんなでエール』の一環として、ユーミンと縁のあるアーティスト18組27名による歌い継ぎコラボ『（みんなで）やさしさに包まれたなら』を制作、同年7月9日にNHK総合で放送された特番『みんなでエール キックオフスペシャル』で披露された[注釈 1][6]。
- フェイス・ワンダワークスが2015年に発表したGIGAエンタメロディで15年間で最も多くダウンロードされた着信メロディを集計した「着信メロディ15年間ランキング」において13位にランクインされた[7]。

### 略歴
- 1974年不二家「ソフトエクレア」CM。
- 1974年4月20日 - シングル発売。
- 1974年10月5日 - アルバム『MISSLIM』発売。
- 1976年6月20日 - アルバム『YUMING BRAND』発売。
- 1980年不二家「ソフトエクレア」CM。
- 1989年7月29日 - スタジオジブリ映画『魔女の宅急便』のEDテーマに採用。
- 1991年TBS系『ユーミン・ドラマブックス』でドラマ化（出演は高嶋政伸、石田ひかり）。
- 2001年11月14日 - アルバム『Sweet,bitter sweet～YUMING BALLAD BEST』発売。
- 2001年12月 - 上野の森美術館「MoMAニューヨーク近代美術館」CM。
- 2003年12月 - 日本ミルクコミュニティ「MEGMILK」CM。
- 2003年12月17日 - アルバム『Yuming Compositions: FACES』発売。
- 2005年3月 - JR東日本「Suicaキャンペーン」CM「Suicaと私篇」片想い篇には松任谷も出演。
- 2005年4月 - 秋田テレビ『やばせ本町どまん中!』テーマソング。
- 2006年11月 - 鹿児島テレビ放送のデジタルテレビのOPとEDテーマに使用される。
- 2007年3月8日 - アルバム『SEASONS COLOURS -春夏撰曲集-』発売。
- 2010年9月 - ABCマート「エレガントウォーク」CM。CMに松任谷が出演。
- 2011年10月 - サントリー（現・サントリースピリッツ）「のんある気分」CM。
- 2019年2月 - アサヒ飲料「アサヒ十六茶」CM。
- 2021年3月16日 - ニッポン放送｢YOASOBIのオールナイトニッポンX｣EDテーマ。
- 2023年8月1日 - 日本マクドナルド ハッピーセット「家族篇」CFソング。
- 2024年4月 - キリンビバレッジ「生茶」CM。
- 2025年1月 - KBCテレビ『ぎゅっと』テーマソング。
- 年月不明 - 「ごきげんライフスタイル よ〜いドン!」で、メロディが使われる。

## 収録曲（オリジナルシングル）
- Side A やさしさに包まれたなら (single version) -Embraced In Softness-
- Side B 魔法の鏡 (single version) -Magical Mirror-

作詞・作曲：荒井由実　編曲：松任谷正隆

※オリジナル7インチシングル盤のレーベルには“編曲：荒井由実&キャラメル・ママ”とクレジットされている（歌詞カードには編曲者の記載無し）。

## 参加ミュージシャン
- キャラメル・ママ[8]

## 収録作品
- やさしさに包まれたなら (single version)
  - YUMING BRAND
  - Yumi Arai 1972-1976 [DISC5 SINGLES]
- やさしさに包まれたなら (album version)
  - MISSLIM
  - Super Best Of Yumi Arai
  - sweet,bitter sweet〜YUMING BALLAD BEST
  - Yuming THE GREATEST HITS
  - SEASONS COLOURS -春夏撰曲集-
  - 日本の恋と、ユーミンと。
  - ユーミン万歳!
- やさしさに包まれたなら (duet version)
  - Yuming Compositions: FACES
- 魔法の鏡 (single version)
  - YUMING BRAND
  - Yumi Arai 1972-1976 [DISC5 SINGLES]
- 魔法の鏡 (album version)
  - MISSLIM
  - Super Best Of Yumi Arai

## カバー
- やさしさに包まれたなら
  - おもたにせいじ スラック・キー・ギター・アンサンブル（『スタジオジブリ作品集〜スラック・キー・ギターで聴くスタジオジブリの世界』収録）
  - カール・オルジェ・ピアノ・アンサンブル（ピアノ演奏。『ピアノでジブリ Studio Ghibli Works Piano Collection』収録）
  - 久木田薫（『ジブリ・ザ・ベスト』『ジブリ・ザ・クラシックス』収録）
  - NAHOKO（ピアノ演奏。『ピアノで聴くジブリアニメコレクション』収録）
  - 広橋真紀子（ピアノ演奏。『リラクシング・ピアノ〜宮崎駿コレクション』収録）
  - ミュンヘンソーセージオールスターズ（『ジャパンク・ロック Vol.2』収録）
  - Lilly me（『Beautiful day〜cover songs〜』収録）
  - 山下久美子 feat.chara, ちわきまゆみ & YOU（2005年、『Duets』収録）
  - 植村花菜（2006年、シングル「やさしさに包まれたなら」） - 後述
  - SOTTE BOSSE（2007年、『innocent view』収録）
  - 口笛太郎Duo（2007年、アルバム『風とギターケース』収録）
  - 音無小鳥（CV.滝田樹里）（2007年、『THE IDOLM@STER Your Song』収録）
  - オトナモード（2008年、シングル『グライダー』c/w）
  - 中西保志（2009年、『メロディーズ』収録）
  - 美吉田月（2009年、『Ska Flavor#2』収録）
  - 松本梨香（2009年、『まんまる』収録）
  - 島本須美（2009年、『島本須美　sings　ジブリ』収録）
  - リクオ（2010年、『リクオ＆ピアノ』収録）
  - 立川俊之（2010年、『ジブリロック』収録）
  - 坂本真綾（2010年、シングル『DOWN TOWN/やさしさに包まれたなら』OVA『たまゆら』オープニングテーマ）
  - 井上あずみ（2010年、『ジブリ名曲セレクション Dear GHIBLI』収録）
  - ならゆりあ（2010年、『ジブリだいすき』収録）
  - マユミーヌ（2010年、『てをつないでおうちにかえろう』収録）
  - Imaginary Flying Machines（2011年、『Princess Ghibli』収録）
  - ザ・グローリー・ゴスペル・シンガーズ（2011年、『天使にアニメソングを…』収録）
  - 芦田愛菜（2011年、『Happy Smile!』収録）
  - ヒダカトオルとフェッドミュージック（2012年、『REPLICA』収録）
  - プリシラ・アーン（2012年、『ナチュラル・カラーズ』収録）
  - noon（2012年、『ナチュラル』収録）
  - 今井美樹（2013年、『Dialogue -Miki Imai Sings Yuming Classics-』収録）
  - 絢香（2013年、『遊音倶楽部 〜1st grade〜』収録）
  - カサリンチュ（2013年、『すーちゃん　まいちゃん　さわ子さん』収録）
  - ゴスペラーズ（2013年、『ハモ騒動～The Gospellers Covers～』収録）
  - 栗コーダーカルテット (2014年、『20周年ベスト』収録)
  - May J. （2014年、『Heartful Song Covers』に収録）
  - クリス・ハート (2015年、『Heart Song III』に収録)
  - 原田知世 （2016年、カバーアルバム『恋愛小説2 -若葉のころ』に収録）[9]
  - ANIMETAL THE SECOND（2016年、『Blizzard of ANIMETAL THE SECOND』に収録[10]）
  - 山﨑賢人、早見あかり（2017年、ダイハツ工業「キャスト」のCMでカバー）
  - まちだガールズクワイア（2018年、『MGC CLASSICS Vol.1』収録）
  - 山田姉妹（2018年、『ふたつでひとつ 〜心を繋ぐ、歌を継ぐ』収録）
  - Wakana（2020年、アルバム『Wakana Covers ～Anime Classics～』収録）
  - クレイジーケンバンド（2021年、カバーアルバム『好きなんだよ』収録）

- 魔法の鏡
  - 早乙女愛（1976年3月21日発売、オリコン最高位57位）
  - 浜田朱里（1983年、CBS/SONY発売、アルバム「想い出のセレナーデ」に収録）
  - 中森明菜（1994年、『歌姫』に収録）

## 植村花菜のシングル
「やさしさに包まれたなら」は、植村花菜の4枚目のシングルである。
2006年4月6日付の『ぴあ』CD満足度ランキングで1位を獲得した。

### 収録曲（植村版シングル）
1. やさしさに包まれたなら
（作詞・作曲：荒井由実 編曲：上杉洋史、植村花菜）
2. トゲと花
（作詞・作曲：花菜 編曲：上杉洋史）
3. やさしさに包まれたなら（Instrumental）
4. トゲと花（Instrumental）

### エピソード
植村自身が、レコード会社の社員に「作詞作曲の勉強になるのでユーミンを聴きなさい。」と勧められたことがカバーのきっかけとなった。この際に「やさしさに包まれたなら」を聴き、「目にうつる全てのことはメッセージ」というフレーズに改めて感動した植村は、その日のうちに譜面に起こしたという。この際に、曲調もより歌詞が際立つようにとスローテンポなバラードにアレンジされている。PVはあらかわ遊園、都電荒川線、荒川の土手。2006年4月、ユーミンの番組で披露した際、ユーミンは「いい意味で眠たくなった」というコメントを残している。

### 収録アルバム（植村版）
- Shout at YUMING ROCKS（トリビュート・アルバム）